# 约翰·特里西
约翰·特里西（英語：John Treacy，1957年6月4日—），爱尔兰男子田径运动员。他曾代表爱尔兰参加1980年、1984年、1988年和1992年夏季奥林匹克运动会田径比赛，其中1984年奥运会获得一枚银牌。